# Tin-Rhassane II
Tin-Rhassane II est une commune située dans le département de Tin-Akoff, dans la province d'Oudalan, région du Sahel, au Burkina Faso.